# فرودگاه شهری بوفالو (میزوری)
فرودگاه شهری بوفالو (میسوری) (به انگلیسی: Buffalo Municipal Airport (Missouri)) یک فرودگاه همگانی بهره‌برداری هوایی است که یک باند فرود آسفالت دارد و طول باند آن ۹۸۱ متر است. این فرودگاه در کشور ایالات متحده آمریکا قرار دارد و در ارتفاع ۳۵۲ متری از سطح دریا واقع شده‌است.